# Gerd Warken
Gerd Warken (* 5. März 1951) ist ein ehemaliger deutscher Fußballspieler. Von 1974 bis 1980 absolvierte der Offensivspieler beim SV Röchling Völklingen und dem FC 08 Homburg in der 2. Fußball-Bundesliga 167 Punktspiele und erzielte dabei 39 Tore. Sein Treffer per Flugkopfball am 25. März 1979 beim 1:1-Remis gegen die SpVgg Bayreuth wurde in der ARD-Sportschau zum Tor des Monats gewählt.

## Laufbahn
Der Mann an der linken Angriffsseite errang 1969/70 mit seinem Verein VfB Theley die Amateurmeisterschaft im Saarland und stieg in die Fußball-Regionalliga Südwest auf. Mit den Schwarz-Weißen vom Schaumbergstadion startete der Nachwuchsspieler mit dem Spiel am 15. August 1970 beim ASV Landau in die Regionalligasaison 1970/71. Die Elf aus dem 3.000-Einwohnerdorf Theley rangierte mit Trainer Hans Neuerburg am Rundenende auf dem 16. Tabellenplatz und stieg in das Amateurlager ab. Warken hatte in 24 Spielen sechs Tore erzielt. Umgehend gelang 1971/72 die Meisterschaft in der Saarlandliga und damit die sofortige Rückkehr in die zweitklassige Regionalliga Südwest. Unter Trainer Herbert Binkert belegte Theley 1972/73 den zehnten Rang und Warken hatte dazu in 29 Ligaspielen 14 Tore beigesteuert.
Vor dem letzten Jahr der alten zweitklassigen Regionalliga, 1973/74, schloss sich der Angreifer dem Ligakonkurrenten SV Völklingen an. Mit dem ehemaligen Braunschweiger Meistertrainer Helmuth Johannsen belegte Völklingen hinter Neunkirchen, 1. FC Saarbrücken und dem FC Homburg den vierten Platz. Warken debütierte bei den Schwarzroten vom Städtischen Stadion am 12. August 1973, beim Heimspiel gegen Homburg. Beim 1:1-Remis bildete er mit Walter Spohr und Jürgen Fuhrmann den Angriff der Johannsen-Elf. Am zwölften Spieltag, den 10. November, erzielte er beim 2:0-Heimerfolg gegen seinen Heimatverein VfB Theley ein Tor. In 20 Ligaspielen erzielte er sechs Tore. Insgesamt hat Warken von 1970 bis 1974 für Theley und Völklingen 73 Spiele in der Regionalliga Südwest absolviert und 26 Tore erzielt. Völklingen gehörte zur Runde 1974/75 der neu installierten 2. Fußball-Bundesliga in der Südgruppe an. Die verbesserte sportliche Konkurrenz verlangte eine Anpassung und Völklingen musste sich mit dem 13. Platz begnügen. Warken erreichte aber seine beste Rundenbilanz. Er absolvierte 37 Pflichtspiele und erzielte 15 Tore. Nach dem vierten Spieltag hatte Völklingen 7:1 Punkte auf dem Konto. Beim 5:0-Heimerfolg am 15. Dezember 1974 gegen den Tabellenführer und späteren Meister und Aufsteiger Karlsruher SC, erzielte Warken zwei Tore. Ebenfalls zwei Treffer gelangen ihm am 4. Mai 1975 beim 2:1-Auswärtserfolg bei Borussia Neunkirchen. Am letzten Rundenspieltag, den 15. Juni 1975, gewann Völklingen auch das Rückspiel beim KSC mit 4:0 Toren und Warken erzielte dabei sein 15. Saisontor im Karlsruher Wildparkstadion. Hinter dem Angriffskollegen Gilbert Dussier (17 Tore) war er der torgefährlichste Angreifer der Völklinger. In den nächsten zwei Runden – 1975/76 und 1976/77 – absolvierte Warken unter Trainer Binkert 66 weitere Pflichtspiele in der 2. Bundesliga und erzielte elf Tore. Im DFB-Pokal des Jahres 1976 waren Warken und seine Mannschaftskameraden des SV Völklingen erst im Viertelfinale im Wiederholungsspiel am 28. April 1976 vor 13.000 gegen Hertha BSC mit deren Leistungsträgern Uwe Kliemann, Lorenz Horr, Erich Beer und Erwin Kostedde mit 1:2 Toren gescheitert. Durch die freiwillige Lizenzrückgabe von Völklingen nach der Saison 1976/77 schloss sich Gerd Warken zur Runde 1977/78 dem FC Homburg in der 2. Bundesliga an.
Bei den Grün-Weißen vom Waldstadion spielte er noch drei Runden. In seinem ersten Jahr, 1977/78, erlebte er unter Trainer Uwe Klimaschefski und neben Mitspielern wie Gregor Quasten, Albert Müller, Gerd Schwickert, Horst Ehrmantraut, Walter Gruler, Manfred Lenz, Harry Ehrhart und Harald Diener hinter Meister SV Darmstadt 98 und dem Vize 1. FC Nürnberg das Erreichen des dritten Platzes. In der Saison 1978/79 glückte Warken am 25. März 1979 beim Auswärtsspiel gegen die SpVgg Bayreuth – die Wagnerstädter errangen mit ihren Routiniers Wolfgang Breuer und Manfred Größler die Vizemeisterschaft – in der 22. Minute mit einem „Flugkopfball“ die 1:0-Führung. Das Tor wurde in der ARD-Sportschau zum Tor des Monats gewählt. Insgesamt absolvierte der jetzt zumeist als Mittelfeldspieler eingesetzte Warken für Homburg von 1977 bis 1980 in der 2. Bundesliga 64 Spiele und erzielte 13 Tore.
Nach seiner Spielerkarriere schlossen sich bei den Vereinen Borussia Neunkirchen, 1. FC Saarbrücken (Amateure), SV Mettlach, FC Homburg und zwischen 2008 und 2011 Rot-Weiß Hasborn noch Jahre als Trainer an.